# Ilha de Manda
Ilha de Manda é uma das ilhas do Quênia que pertencem ao Arquipélago de Lamu. A economia de Manda dependem quase inteiramente do turismo.